# Ekspedycja 42
Ekspedycja 42 – stała załoga Międzynarodowej Stacji Kosmicznej, która sprawowała swoją misję od 10 listopada 2014 do 11 marca 2015 roku. Ekspedycja 42 rozpoczęła się wraz z odłączeniem od stacji statku Sojuz TMA-13M i trwała do odcumowania od ISS statku Sojuz TMA-14M.

## Załoga
Astronauci Aleksandr Samokutiajew, Jelena Sierowa i Barry Wilmore przybyli na ISS 26 września 2014 roku na pokładzie Sojuza TMA-14M i weszli w skład Ekspedycji 41. Początkowo znajdowali się na stacji jedynie w trójkę. 24 listopada 2014 roku dołączyli do nich Anton Szkaplerow, Samantha Cristoforetti i Terry Virts, którzy przybyli na pokładzie Sojuza TMA-15M.
Gdy 11 marca 2015 roku Sojuz TMA-14M odłączył się od stacji ze Samokutiajewem, Sierową i Wilmorem na pokładzie, zakończyła się misja Ekspedycji 42. Jednocześnie kosmonauci Szkaplerow, Cristoforetti i Virts przeszli w skład 43. stałej załogi ISS.
| Funkcja              | Pierwsza część 10-24.11.2014                       | Druga część 24.11.2014-11.03.2015                  |
| -------------------- | -------------------------------------------------- | -------------------------------------------------- |
| Dowódca              | Barry Wilmore, NASA 2. lot kosmiczny               | Barry Wilmore, NASA 2. lot kosmiczny               |
| Inżynier pokładowy 1 | Aleksandr Samokutiajew, Roskosmos 2. lot kosmiczny | Aleksandr Samokutiajew, Roskosmos 2. lot kosmiczny |
| Inżynier pokładowy 2 | Jelena Sierowa, Roskosmos 1. lot kosmiczny         | Jelena Sierowa, Roskosmos 1. lot kosmiczny         |
| Inżynier pokładowy 3 |                                                    | Anton Szkaplerow, Roskosmos 2. lot kosmiczny       |
| Inżynier pokładowy 4 |                                                    | Samantha Cristoforetti, ESA 1. lot kosmiczny       |
| Inżynier pokładowy 5 |                                                    | Terry Virts, NASA 2. lot kosmiczny                 |

## Spacery kosmiczne

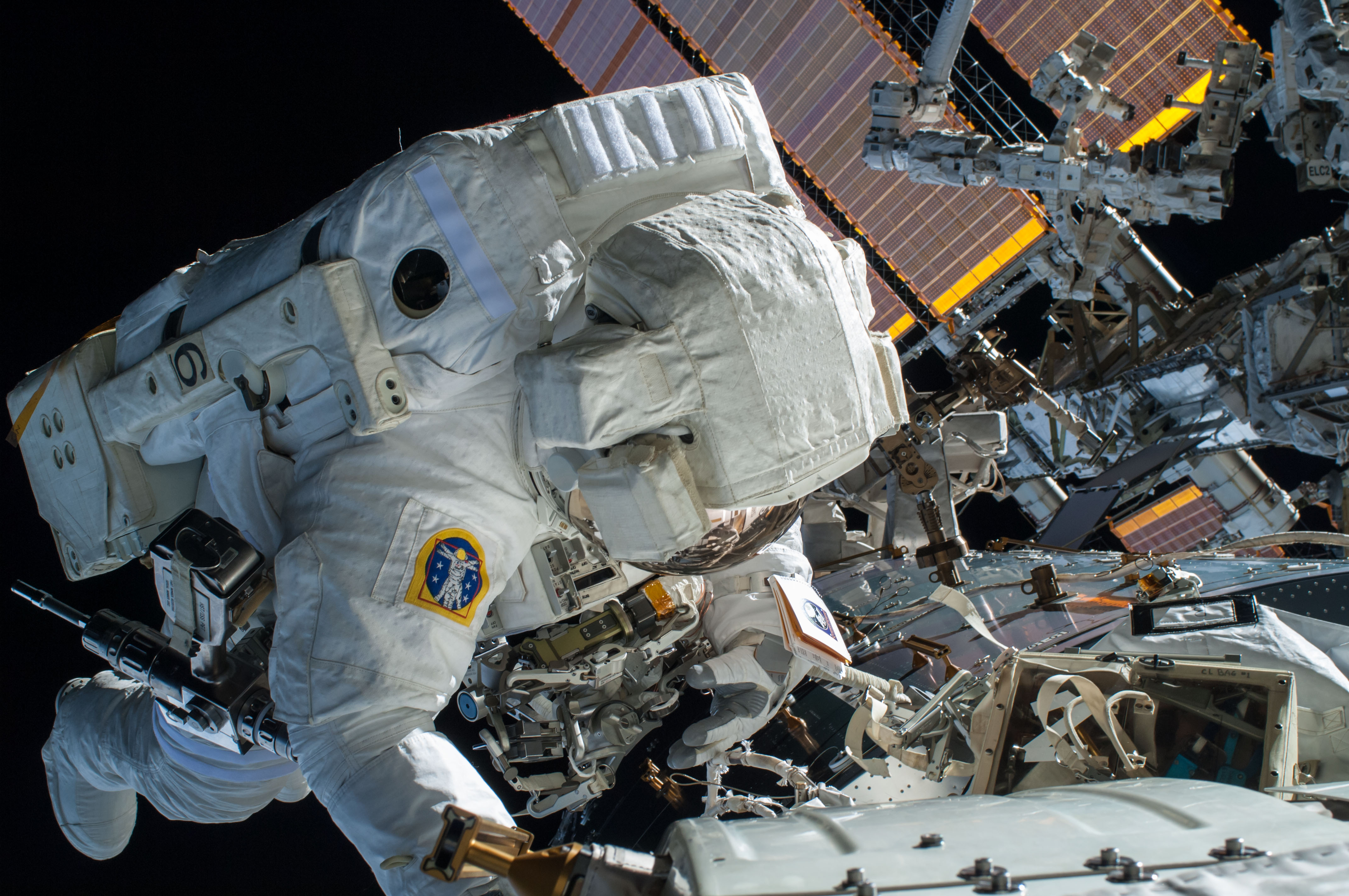
Terry Virts podczas prac na zewnątrz stacji

Podczas Ekspedycji 42 wykonano trzy spacery kosmiczne (EVA) trwające łącznie 19 godzin i 2 minuty. We wszystkich wyjściach udział wzięli Terry Virts i Barry Wilmore, którzy opuszczali wnętrze stacji przez śluzę Quest i wykorzystywali skafandry EMU.
Pierwsze EVA rozpoczęło się 21 lutego 2015 o 12:45 UTC. Zadaniem astronautów było ułożenie kabli na zewnątrz stacji aż do Pressurized Mating Adapter nr 2. Okablowanie to jest konieczne w związku ze zbliżającą się instalacją nowych adapterów dokujących International Docking Adapter, które są potrzebne do realizowania misji w ramach Commercial Crew Program. Spacer kosmiczny zakończył się o 19:26 UTC po 6 godzinach i 41 minutach.

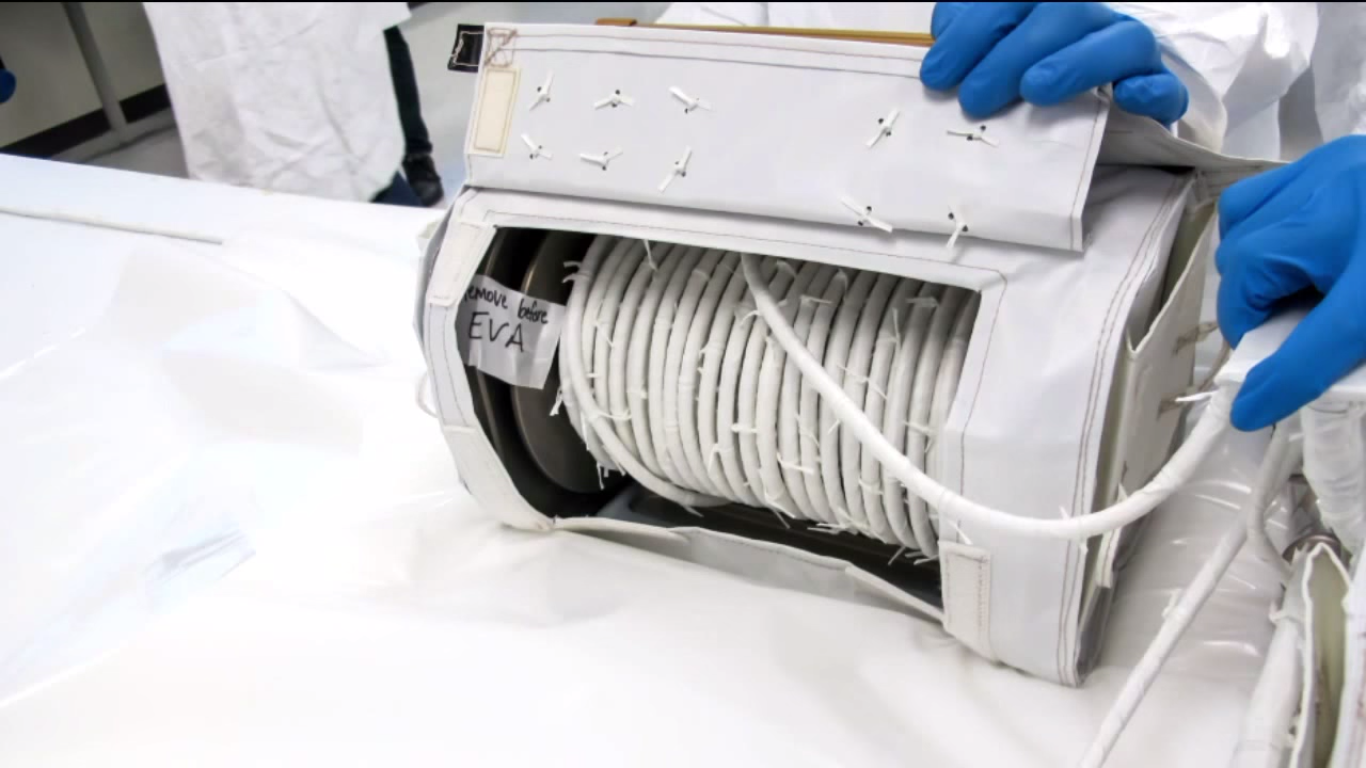
Zwój kabli, które astronauci zamontowali na zewnątrz stacji

Drugie EVA rozpoczęło się 25 lutego 2015 o 11:51 UTC. W czasie tego wyjścia astronauci kontynuowali układanie kabli potrzebnych pod przyszłe adaptery oraz przygotowali moduł Tranquility do rekonfiguracji stacji, tj. przeniesienia PMA-3 na moduł Harmony. Dodatkowo przesmarowali oni końcówkę manipulatora Canadarm2. Spacer kosmiczny zakończył się o 18:34 UTC po 6 godzinach i 43 minutach.
Ostatnie EVA Ekspedycji 42 rozpoczęło się 1 marca 2015 roku o 11:52 UTC. Astronauci ponownie zajęli się układaniem okablowania potrzebnego pod przyszłe adaptery. Poza tym zamontowali oni również anteny komunikacyjne, które będą wykorzystywane podczas manewrów dokowania nowych, załogowych statków kosmicznych w ramach Commercial Crew Program. Spacer kosmiczny zakończył się o 17:30 UTC po 5 godzinach i 38 minutach.

## Galeria

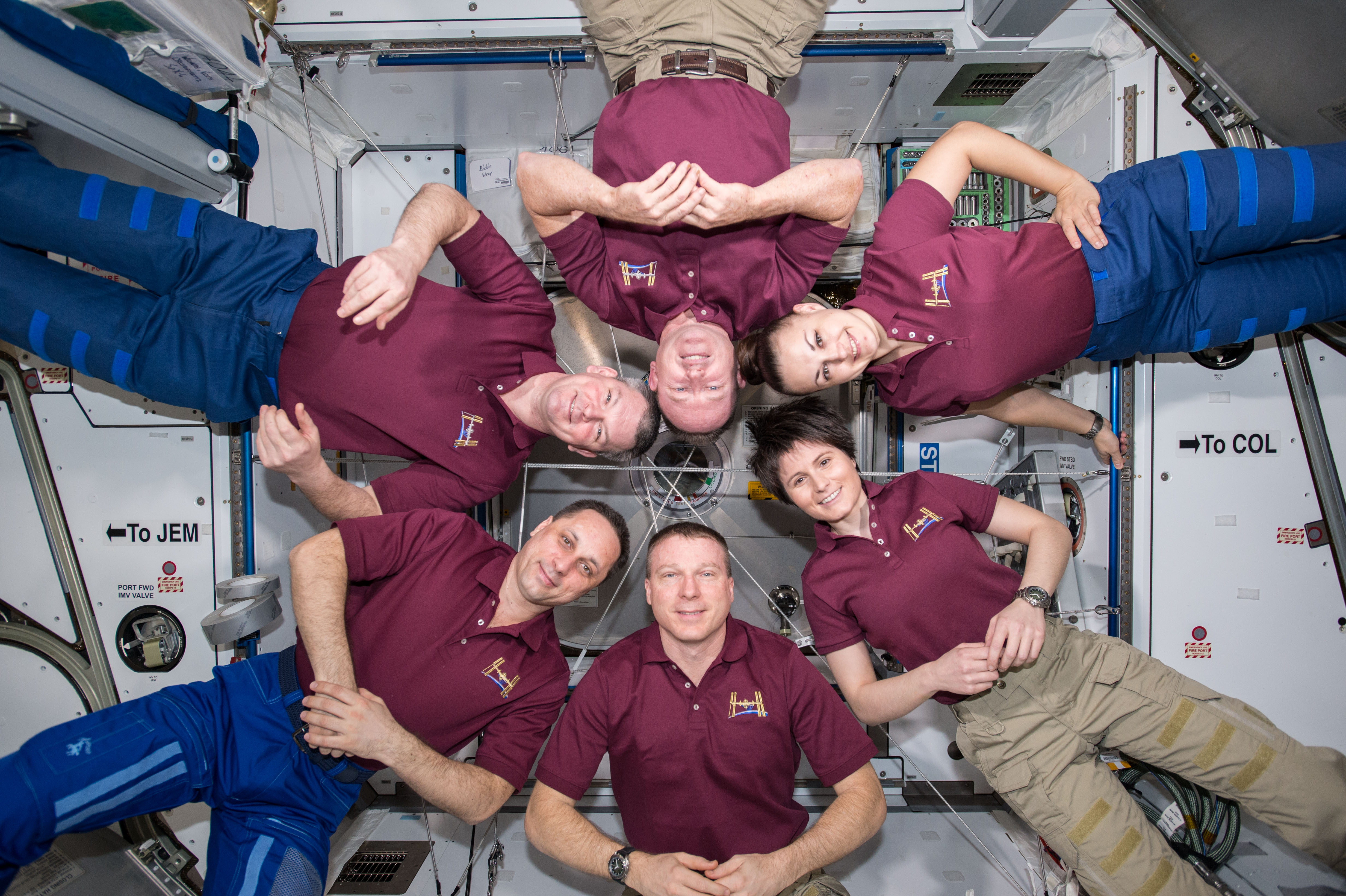
Załoga Ekspedycji 42 w module Harmony
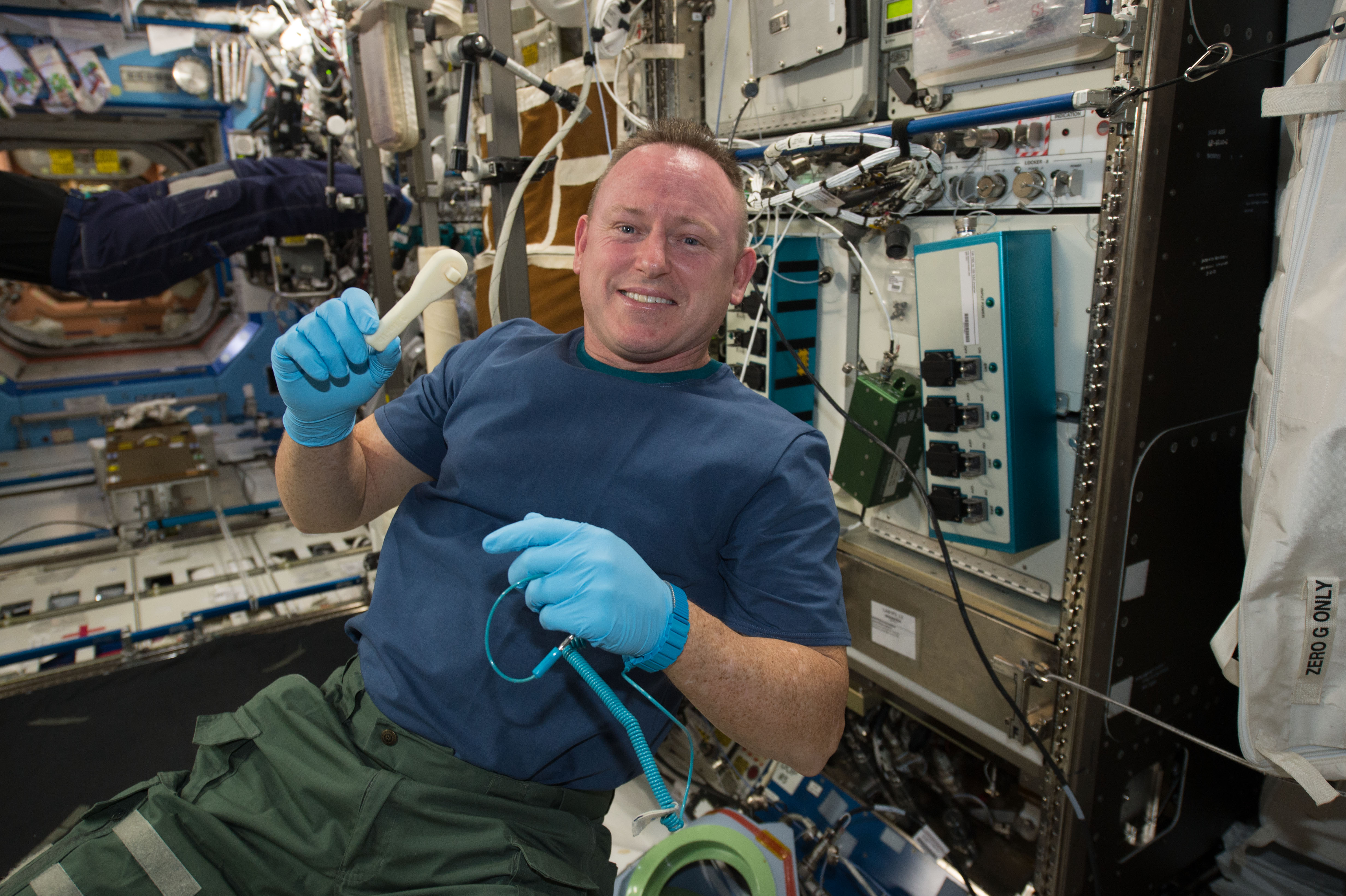
Barry Wilmore z kluczem zapadkowym wydrukowanym w drukarce 3D
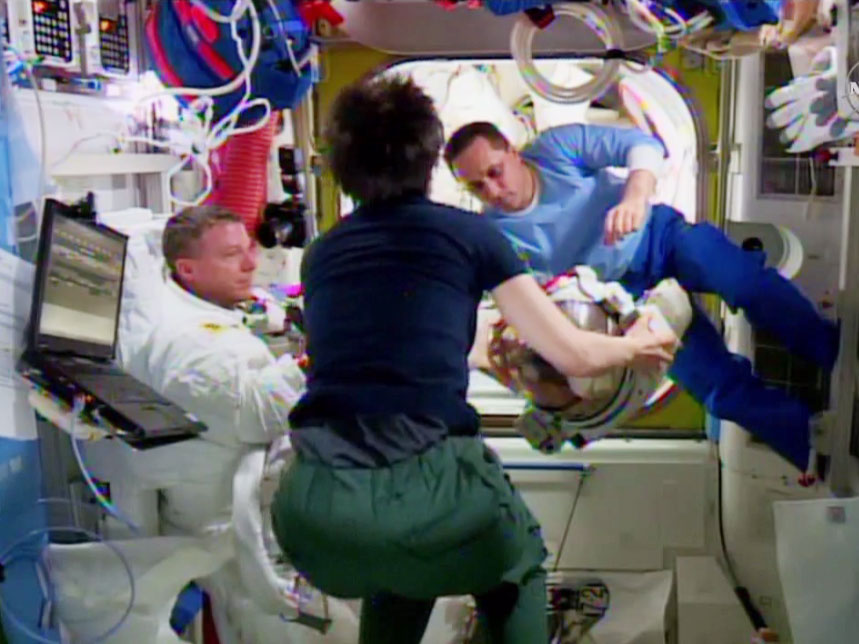
Astronauci w czasie przygotowań do spaceru kosmicznego
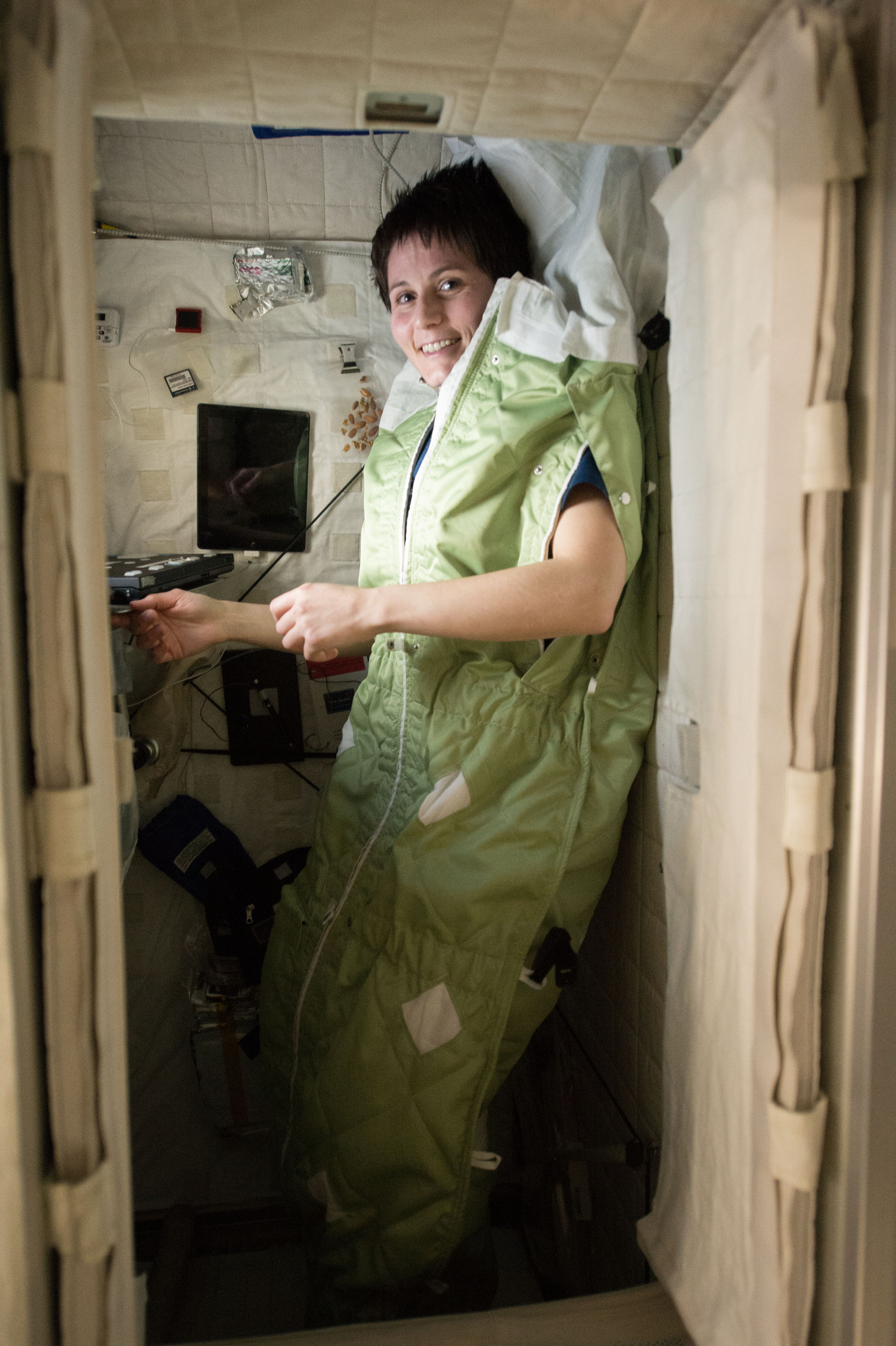
Samantha Cristoforetti wewnątrz swojego pomieszczenia sypialnego
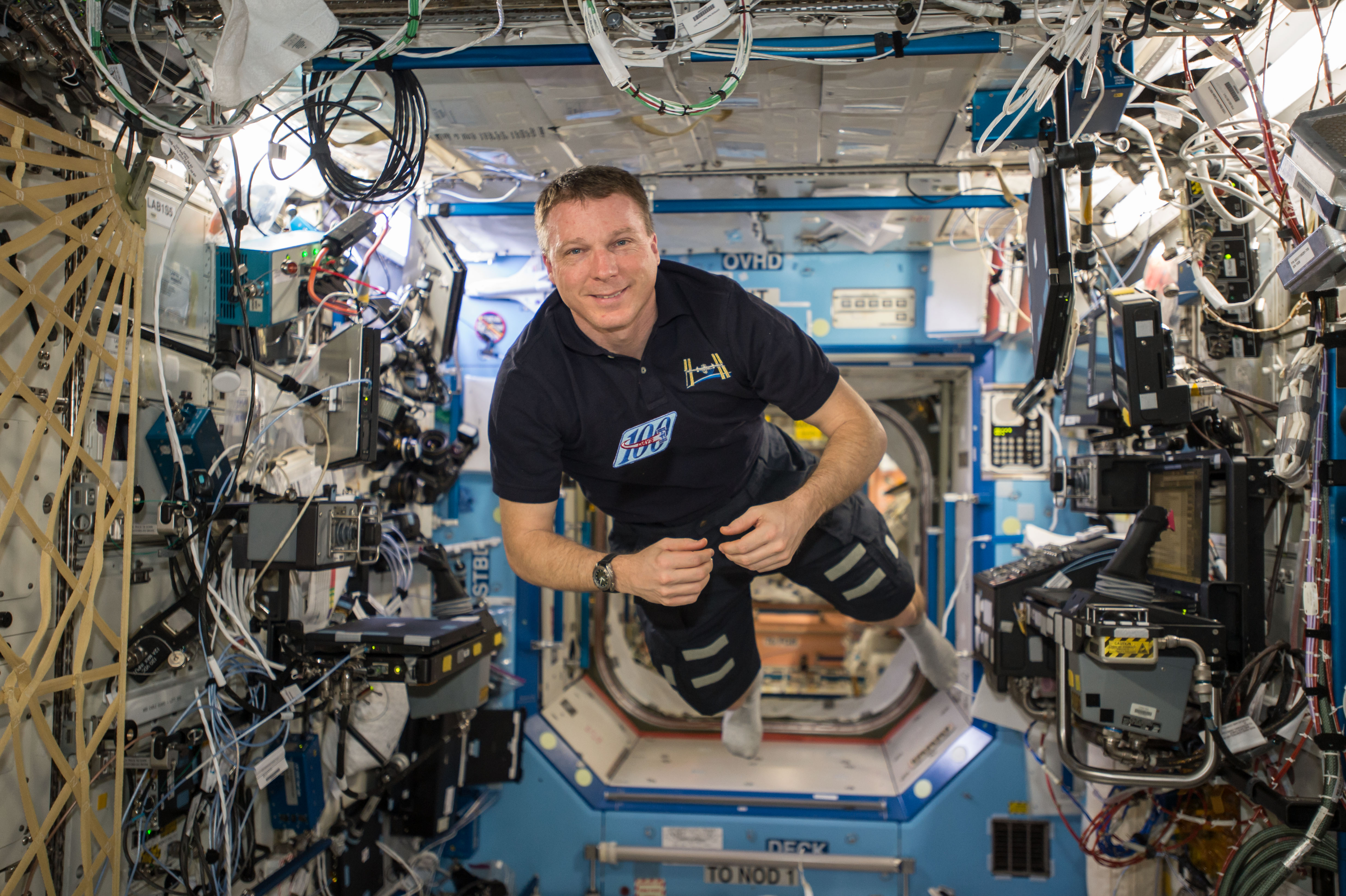
Terry Virts w module Destiny
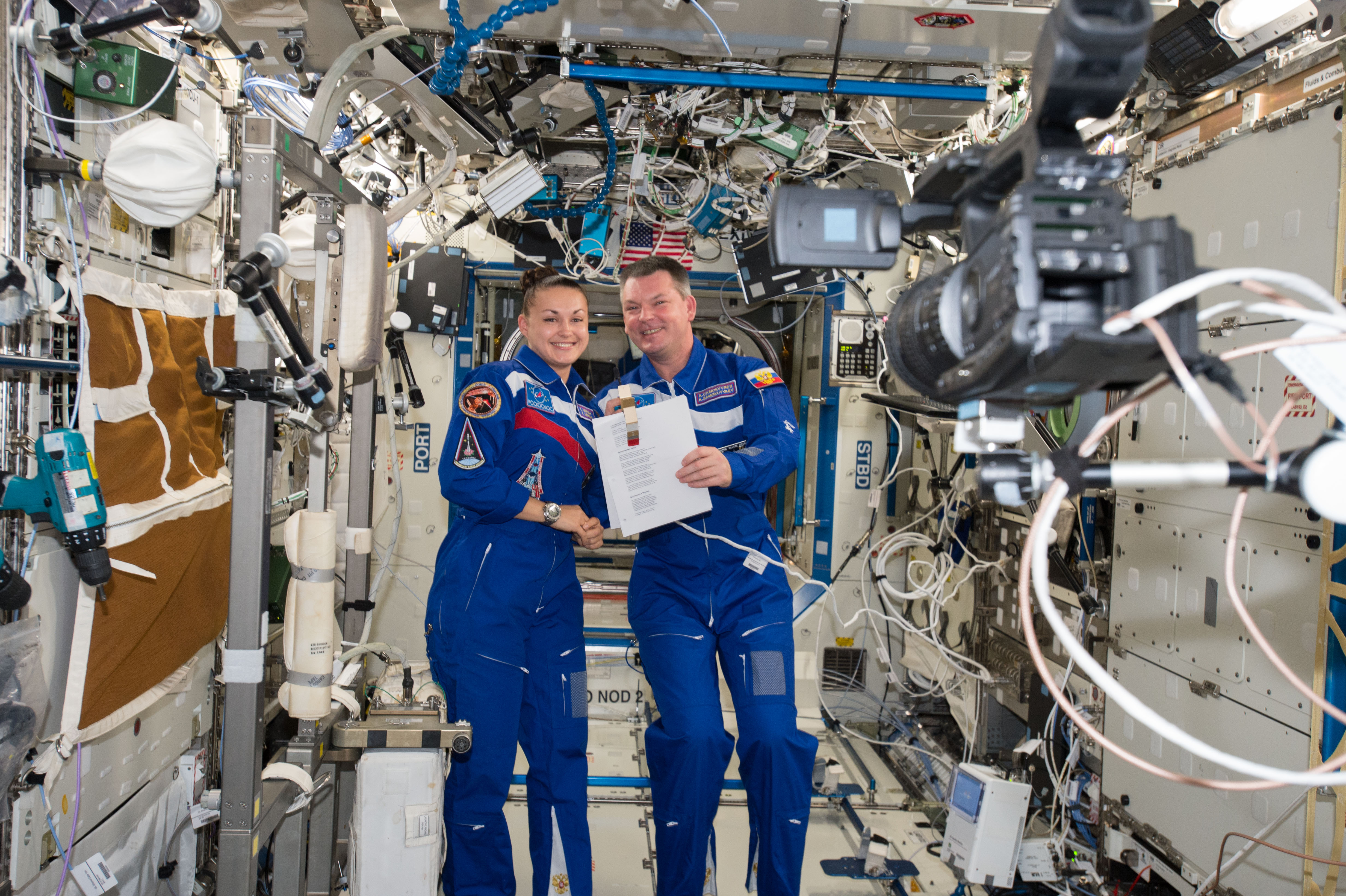
Jelena Sierowa i Aleksandr Samokutiajew w module Destiny